# Criminal Minds (2.ª temporada)
A segunda temporada de Criminal Minds estreou na CBS em 20 de setembro de 2006 e terminou em 16 de maio de 2007. Lola Glaudini deixou o programa após seis episódios e foi substituída por Paget Brewster três episódios depois, enquanto Kirsten Vangsness foi promovida a regular da série.

## Elenco

### Principal
- Mandy Patinkin como Agente Especial de Supervisão Jason Gideon (Agente Sênior da BAU);
- Thomas Gibson como Agente Especial de Supervisão Aaron "Hotch" Hotchner (Chefe da Unidade BAU);
- Lola Glaudini como Agente Especial Supervisora Elle Greenaway (Agente BAU) Ep. 1-6;
- Paget Brewster como Agente Especial Supervisora Emily Prentiss (Agente BAU) Ep. 9-23;
- Shemar Moore como Agente Especial de Supervisão Derek Morgan (Agente BAU)
- Matthew Gray Gubler como Agente Especial de Supervisão Dr. Spencer Reid (Agente BAU);
- A. J. Cook como Agente Especial de Supervisão Jennifer "JJ" Jareau (Ligação de Comunicações da BAU);
- Kirsten Vangsness como Agente Especial Penelope Garcia (Analista Técnica BAU).

### Estrelas convidadas especiais
- Jobeth Williams como Ursula Kent;
- Keith Carradine como Frank Breitkopf;
- James Van Der Beek como Tobias Henkel;
- Kate Jackson como embaixadora Elizabeth Prentiss.

### Recorrente
- Meredith Monroe como Haley Hotchner;
- Jane Lynch como Diana Reid;
- Josh Stewart como William "Will" LaMontagne Jr.;
- Jayne Atkinson como Agente Especial de Supervisão Erin Strauss (Chefe da Seção BAU);
- Skipp Sudduth como Stan Gordinski.

## Estrelas Convidadas

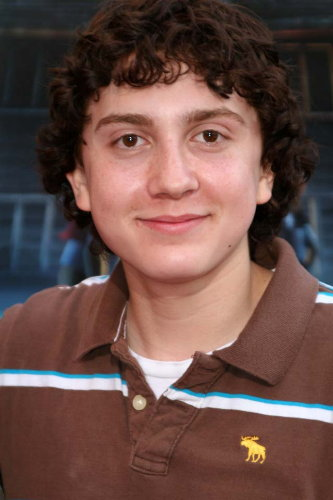
Daryl Sabara aparece no episódio "P911" como Kevin Rose.

Na estréia da temporada "The Fisher King (Parte II)", Jeff Marchelletta co-estrelou como o falecido pai de Elle Greenaway, Robert, em uma sequência de sonho enquanto Elle está em cirurgia. No episódio "P911", Mary Page Keller co-estrelou como agente especial supervisora Katherine Cole, uma ex-agente da BAU que agora é a chefe da unidade de crimes contra crianças e está investigando um menino que corre o risco de ser vendido a um pedófilo em um leilão online. John Rubinstein co-estrelou como diretor Hayden Rawlings, um pedófilo e um dos licitantes para o leilão, apesar de alegar que tentou resgatar o menino de seu captor. No episódio "The Perfect Storm", Nicki Aycox co-estrelou como Amber Canardo, uma vítima de estupro que sequestra e assassina mulheres. Seu parceiro no crime é o marido, Tony Canardo, interpretado por Brad Rowe.

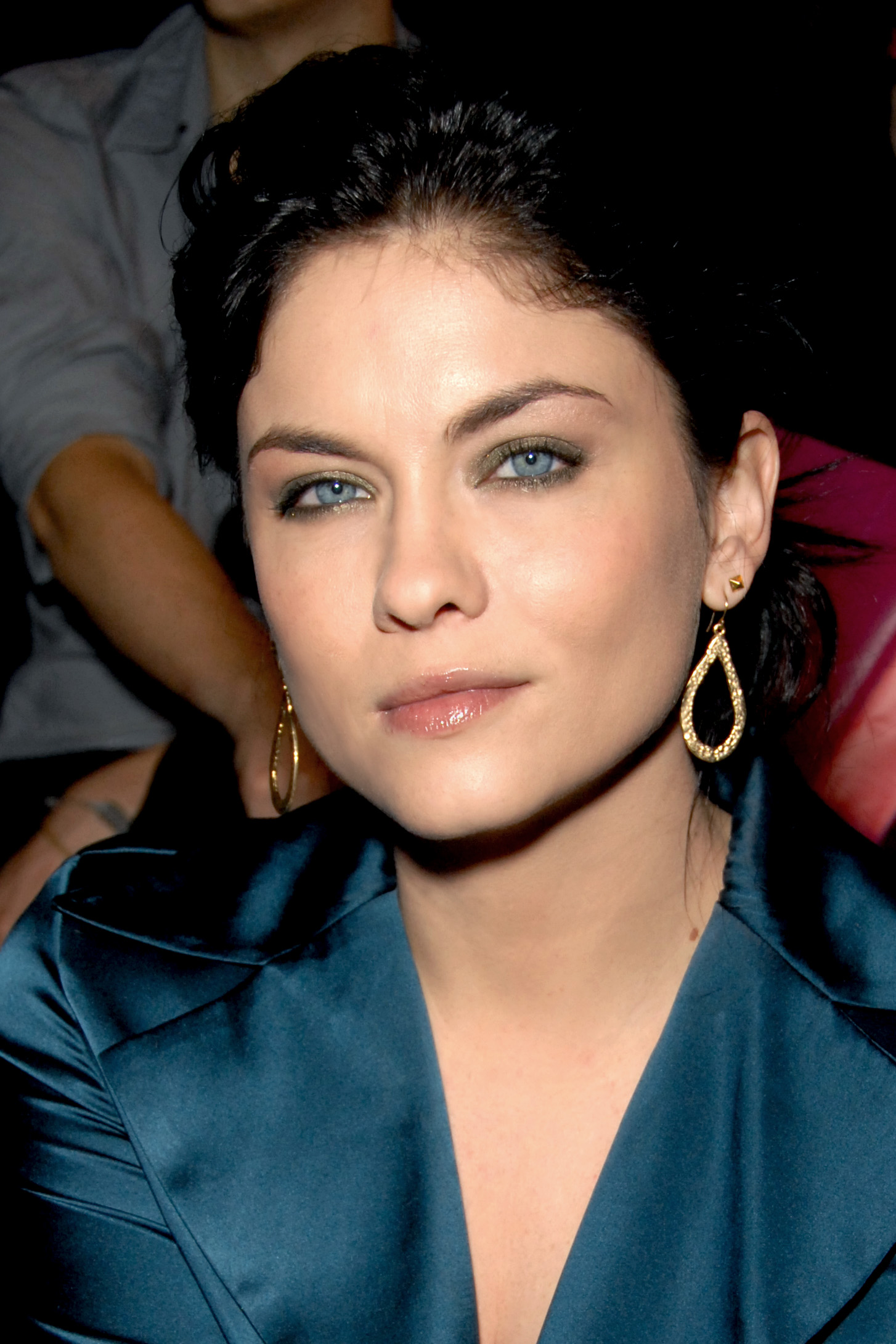
Jodi Lyn O'Keefe aparece no episódio "P911" como Agente Amanda Gilroy.

No episódio "Psychodrama", Jason Wiles co-estrelou como Caleb Dale Sheppard, também conhecido como "The Stripping Bandit", um ladrão de banco viciado em metanfetamina que força os espectadores a se despir. No episódio "Aftermath", Jason London co-estrelou como William Lee, um estuprador em série que engravida suas vítimas, e mais tarde é assassinado por Elle Greenaway. Dahlia Salem co-estrelou como a detetive Maggie Callahan, que lidera a investigação dos estupros. No episódio "The Boogeyman", Elle Fanning co-estrelou como Tracy Belle, uma estudante do ensino fundamental que quase é assassinada pelo assassino de crianças Jeffrey Charles, interpretado por Cameron Monaghan. Sean Bridgers co-estrelou como o pai de Jeffrey, James, que era o principal suspeito dos assassinatos.

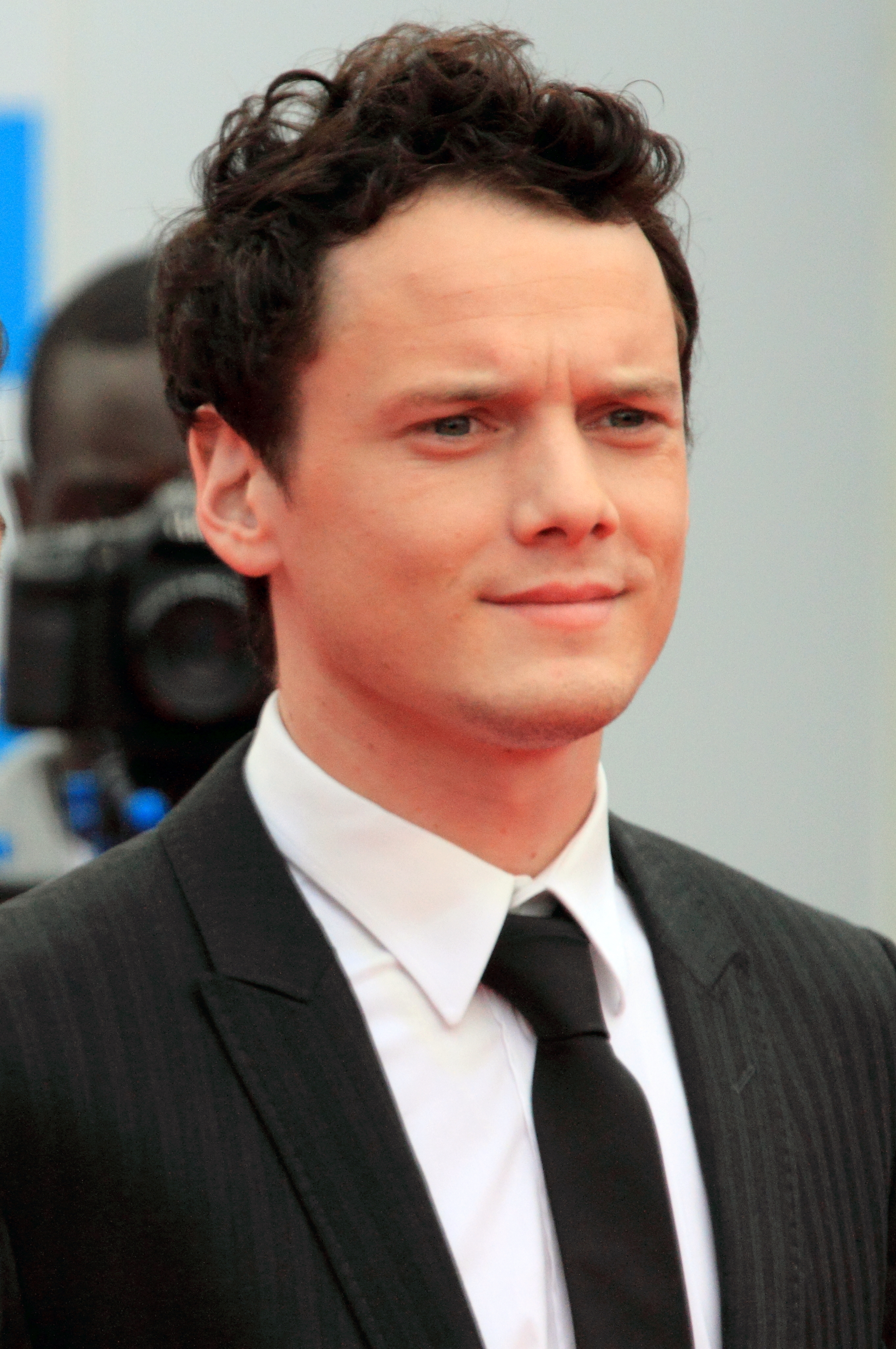
Anton Yelchin aparece no episódio "Sex, Birth, Death" como Nathan Harris.

No episódio "North Mammon", Mimi Michaels co-estrelou como Brooke Chambers, uma atleta de futebol que, junto com suas duas melhores amigas, é sequestrada e é forçada a escolher qual delas será assassinada. Kelly Kruger co-estrelou como Kelly Seymour, aquela que eventualmente morre. No episódio "Empty Planet", Jamie Elman co -estrelou como Kenneth Roberts, um bombardeiro em série que atende pelo pseudônimo de "Allegro", o personagem principal de seu romance de ficção científica favorito. JoBeth Williams co-estrelou como Ursula Kent, uma professora que é refém de Kenneth. No episódio "A Última Palavra", Jason O'Mara co-estrelou como The Mill Creek Killer, um serial killer competindo contra The Hollow Man por reconhecimento por seus crimes.

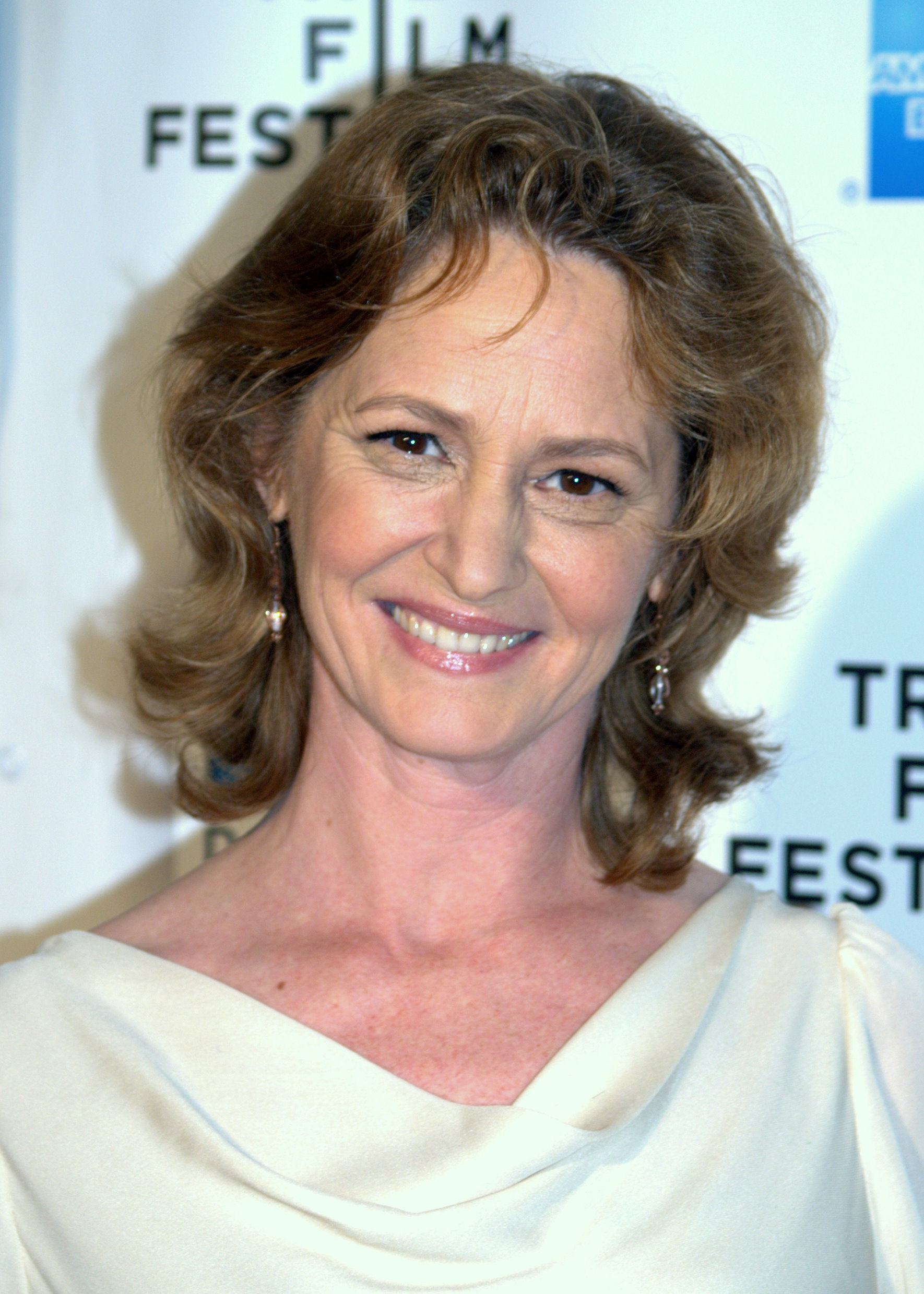
Melissa Leo aparece no episódio "No Way Out" como Georgia Davis.

No episódio "Lições Aprendidas", Anthony Azizi co-estrelou como Jamal Abaza, um preso de Guantánamo que é membro de uma organização terrorista chamada "Sociedade Islâmica Militante". Kevin Chapman co-estrelou como agente do FBI Andrew Bingham, que ajuda a BAU na prevenção de uma tentativa de atentado em um shopping recém-inaugurado. No episódio "Sex, Birth, Death", Jessica Tuck co-estrelou como Dra. Sarah Harris, uma médica que está desesperada para ajudar a parar os impulsos e fantasias homicidas de seu filho. No episódio "Profiler, Profiled", Erica Gimpel co-estrelou como Sarah Morgan, irmã mais velha de Derek Morgan.

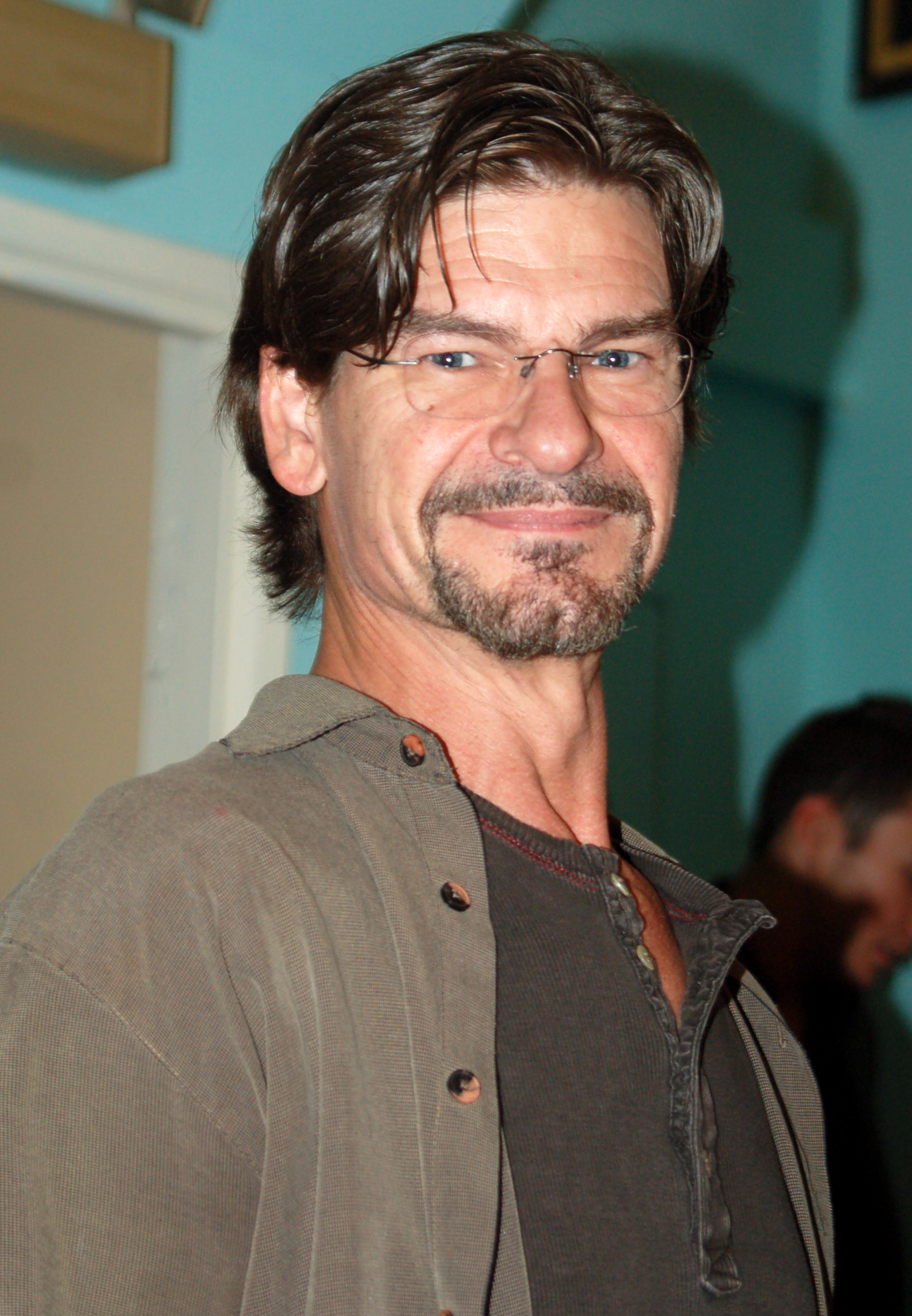
Don Swayze aparece nos episódios "The Big Game" e "Revelations" como Charles Hankel.

No episódio "No Way Out", Keith Carradine co-estrelou como um dos criminosos mais notórios da série, Frank Breitkopf. Amy Madigan co-estrelou como o interesse amoroso de Frank, Jane Hanratty. Nos episódios "The Big Game" e "Revelations", James Van Der Beek co-estrelou como Tobias Hankel, um serial killer delirante que está seguindo os passos de seu pai Charles. Cullen Douglas co-estrelou como Dr. Tony Wilson. No episódio "Distress", Holt McCallany co-estrelou como Roy Woodridge, um ex-fuzileiro naval dos EUA que sofre visões delirantes de pessoas que aparecem para ele como piratas somalis. Nick Chinlund co -estrelou como Max Weston. No episódio "Jones",co-estrelou como Sarah Danlin, uma imitadora de Jack, o Estripador, que já foi ajudada pelo pai de William LaMontagne, Jr. antes de se tornar uma assassina.

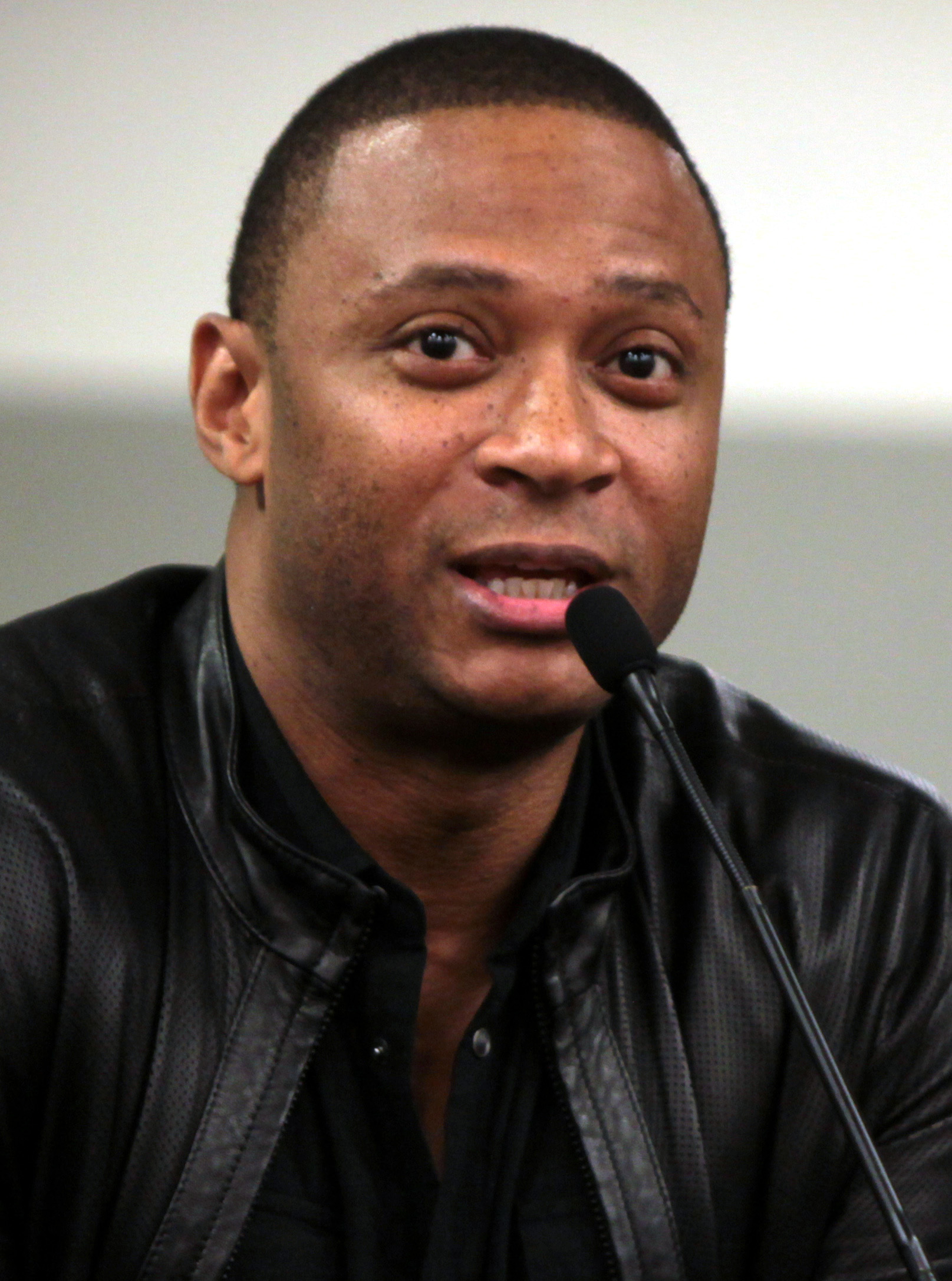
Arrow estrela David Ramsey aparece no episódio "Fear and Loathing" como Terrence Wakeland.

No episódio "Honor Among Thieves", Kate Jackson co-estrelou como a mãe de Emily Prentiss, Elizabeth, que ajuda o BAU na busca de um imigrante russo desaparecido. No episódio "Open Season", Jim Parrack e Jake Richardson co-estrelaram como Paul e Johnny Mulford, um par de irmãos que sequestram e caçam várias pessoas na floresta. Laura Allen co-estrelou como Bobbi Baird, uma mulher que é sequestrada e caçada pelos irmãos Mulford. No final da temporada "No Way Out II: The Evilution of Frank", Keith Carradine e Amy Madigan reprisam como Frank Breitkopf e Jane Hanratty, respectivamente. Elle Fanning reprisa como Tracy Belle, que é sequestrada por Frank.

## Episódios
| Seq. | Episódios | Título                                         | Direção               | Escrito por                    | Data de exibição        | Audiência EUA (em milhões) |
| --- | --------- | ---------------------------------------------- | --------------------- | ------------------------------ | ----------------------- | -------------------------- |
| 23 | 1         | "O Rei Pescador, Parte 2"                      | Glória Muzio          | Edward Allen Bernero           | 20 de setembro de 2006  | 15,65                      |
| Enquanto o BAU continua a decifrar as pistas deixadas pelo assassino psicopata Randall Garner (Charles Haid), Reid descobre uma conexão pessoal que pode resolver o caso. Elle se vê lutando por sua vida depois de ser baleada em sua própria casa. |           |                                                |                       |                                |                         |                            |
| 24 | 2         | "P911"                                         | Adam Davidson         | Simon Mirren                   | 27 de setembro de 2006  | 16,54                      |
| Quando um menino desaparecido aparece em um leilão online, o BAU trabalha com a ex-criadora de perfis Katherine Cole (Mary Page Keller) e a Unidade de Imagens Inocentes do FBI para salvar a vida do menino. Hotch e Reid ficam cada vez mais preocupados com Elle quando ela volta de licença médica. |           |                                                |                       |                                |                         |                            |
| 25 | 3         | "A tempestade perfeita"                        | Félix Alcalá          | Debra J. Fisher & Erica Messer | 4 de outubro de 2006    | 15.19                      |
| Quando uma série de assassinatos em Jacksonville, Flórida aumenta para incluir ataques psicológicos às famílias das vítimas, a BAU suspeita que os crimes foram cometidos por duas pessoas trabalhando juntas como uma equipe. |           |                                                |                       |                                |                         |                            |
| 26 | 4         | "Psicodrama"                                   | Guy Norman Bee        | Aaron Zelman                   | 11 de outubro de 2006   | 16,73                      |
| Quando um ladrão de banco de Los Angeles, Califórnia, passa de fazer suas vítimas se despir para colocar suas vidas em risco, o BAU decide pegá-lo antes que ele ataque novamente. A relação de Hotch com Haley fica cada vez mais tensa. |           |                                                |                       |                                |                         |                            |
| 27 | 5         | "Depois"                                       | Tim Matheson          | Chris Mundy                    | 18 de outubro de 2006   | 16.20                      |
| Quando um estuprador em série de Dayton, Ohio retoma sua farra após um hiato de seis semanas, a BAU trabalha com as autoridades locais para implementar uma estratégia elaborada para pegá-lo. Elle toma uma decisão que promete causar ondas de choque na equipe. |           |                                                |                       |                                |                         |                            |
| 28 | 6         | "O bicho papão"                                | Steve Boyum           | Andi Bushell                   | 25 de outubro de 2006   | 16,77                      |
| Com Elle colocada em avaliação psicológica e Hotch de olho nela, os membros restantes do BAU partiram para rastrear um serial killer de Ozona, Texas, responsável pelas mortes violentas de várias crianças pequenas. |           |                                                |                       |                                |                         |                            |
| 29 | 7         | "Mamon do Norte"                               | Matt Earl Beesley     | André Wilder                   | 1 de novembro de 2006   | 16,97                      |
| Quando três adolescentes da Pensilvânia são sequestradas na noite de um comício, a BAU se vê forçada a traçar o perfil de uma cidade inteira. JJ luta com demônios pessoais e a equipe continua se recuperando da saída abrupta de Elle. |           |                                                |                       |                                |                         |                            |
| 30 | 8         | "Planeta Vazio"                                | Elodie Keene          | Ed Napier                      | 8 de novembro de 2006   | 17,57                      |
| Quando um homem-bomba atinge instituições tecnologicamente avançadas em Seattle , a BAU decide determinar se ele está agindo sozinho e quais são seus motivos ocultos. |           |                                                |                       |                                |                         |                            |
| 31 | 9         | "A última palavra"                             | Glória Muzio          | Debra J. Fisher & Erica Messer | 15 de novembro de 2006  | 16,48                      |
| Quando duas mulheres são encontradas mortas em St. Louis, Missouri , a BAU procura por dois serial killers que estão tentando superar um ao outro. Hotch começa a suspeitar de Emily Prentiss (Paget Brewster), uma nova integrante da equipe em potencial ansiosa para provar que ela merece um lugar na equipe.                                                                                              |           |                                                |                       |                                |                         |                            |
| 32 | 10        | "Lições aprendidas"                            | Guy Norman Bee        | Jim Clemente                   | 22 de novembro de 2006  | 16,56                      |
| Quando uma bomba química é encontrada durante um ataque da DEA , Gideon, Reid e Prentiss viajam para o campo de detenção de Guantánamo para interrogar o líder de uma cela adormecida enquanto os membros restantes da BAU partem para impedir um ataque em solo americano. |           |                                                |                       |                                |                         |                            |
| 33 | 11        | "Sexo, Nascimento, Morte"                      | Gwyneth Horder-Payton | Jim Clemente                   | 29 de novembro de 2006  | 17,92                      |
| Quando várias prostitutas são encontradas mortas em toda a área metropolitana de Washington, Reid suspeita que um estudante problemático do ensino médio (Anton Yelchin) é o responsável pelos crimes hediondos; Hotch entra no mundo da política suja depois que um peso-pesado político (Mel Harris) o força a manter o caso em sigilo.                                                                      |           |                                                |                       |                                |                         |                            |
| 34 | 12        | "Perfil, perfilado"                            | Glenn Kershaw         | Edward Allen Bernero           | 13 de dezembro de 2006  | 16,06                      |
| Quando Morgan é rotulado como o principal suspeito em uma série de assassinatos, o BAU faz malabarismos para limpar seu nome e convencer um obstinado detetive de Chicago (Skipp Sudduth). Hotch descobre um segredo que o faz questionar tudo o que ele achava que sabia sobre o passado de Morgan. |           |                                                |                       |                                |                         |                            |
| 35 | 13        | "Sem Saída"                                    | John Gallagher        | Simon Mirren                   | 17 de janeiro de 2007   | 12,99                      |
| Investigando uma série de assassinatos em Golconda, Nevada , o BAU deve descobrir por que um homem misterioso (Keith Carradine) continua voltando todos os anos e onde estão suas últimas vítimas. |           |                                                |                       |                                |                         |                            |
| 36 | 14        | "O Grande Jogo"                                | Glória Muzio          | Edward Allen Bernero           | 4 de fevereiro de 2007  | 26,31                      |
| Quando um casal suburbano de Atlanta, Geórgia, é esfaqueado até a morte em sua casa na noite do Super Bowl , o BAU se propõe a rastrear uma equipe de assassinato religiosa, apenas para um deles enfrentar uma situação de risco de vida. |           |                                                |                       |                                |                         |                            |
| 37 | 15        | "Revelações"                                   | Guy Norman Bee        | Chris Mundy                    | 7 de fevereiro de 2007  | 16,27                      |
| Quando o serial killer Tobias Hankel (James Van Der Beek) sofre de transtorno de personalidade múltipla, sequestra Reid, o BAU faz malabarismos para resgatar seu colega e impedir que Tobias tire outra vida. Em cativeiro, Reid se vê voltando à sua infância conturbada. |           |                                                |                       |                                |                         |                            |
| 38 | 16        | "Medo e Aversão"                               | Rob Spera             | Aaron Zelman                   | 14 de fevereiro de 2007 | 15,16                      |
| Quando quatro mulheres afro-americanas e um homem caucasiano são encontrados mortos em Peekskill, Nova York , a BAU descobre um motivo sinistro. Reid luta para superar seu vício em Dilaudid enquanto revive ser torturado e drogado. |           |                                                |                       |                                |                         |                            |
| 39 | 17        | "Sofrimento"                                   | John F. Showalter     | Oanh Ly                        | 21 de fevereiro de 2007 | 13,70                      |
| Quando uma série de assassinatos ocorre em Houston, Texas , o BAU suspeita que eles estão lidando com um sem-teto que é contra a gentrificação . Prentiss percebe uma mudança repentina no comportamento de Reid. |           |                                                |                       |                                |                         |                            |
| 40 | 18        | "Jones"                                        | Steve Shill           | Andi Bushell                   | 28 de fevereiro de 2007 | 14,50                      |
| Quando um serial killer de Nova Orleans, Louisiana, retoma sua onda de crimes depois de ser dado como morto por dois anos, a BAU trabalha com o detetive da NOPD William LaMontagne Jr. (Josh Stewart) para decifrar a única pista que eles têm para continuar. Reid continua a lutar com as consequências de ser feito refém por Tobias.                                                                      |           |                                                |                       |                                |                         |                            |
| 41 | 19        | "Cinzas e Pó"                                  | John Gallagher        | André Wilder                   | 21 de março de 2007     | 15,19                      |
| Quando duas famílias de São Francisco, Califórnia, são queimadas até a morte enquanto dormem, o BAU determina que ambos os grupos de vítimas estão ligados por meio de um grupo ambientalista radical que usa o fogo para espalhar sua mensagem. |           |                                                |                       |                                |                         |                            |
| 42 | 20        | "Honra Entre Ladrões"                          | Jesus Treviño         | Aaron Zelman                   | 11 de abril de 2007     | 12,80                      |
| Quando um imigrante russo é sequestrado de sua casa em Baltimore, Maryland e mantido como refém, o BAU trabalha com a mãe de Prentiss, a embaixadora Elizabeth Prentiss (Kate Jackson), para determinar a identidade do sequestrador. |           |                                                |                       |                                |                         |                            |
| 43 | 21        | "Temporada aberta"                             | Félix Alcalá          | Debra J. Fisher & Erica Messer | 2 de maio de 2007       | 13,28                      |
| Quando três pessoas são encontradas mortas em uma região remota da Floresta Nacional de Boise , em Idaho, e uma quarta é dada como desaparecida, a BAU começa a traçar o perfil e rastrear um par de assassinos que caçam suas vítimas por esporte. |           |                                                |                       |                                |                         |                            |
| 44 | 22        | "Legado"                                       | Glenn Kershaw         | Edward Allen Bernero           | 9 de maio de 2007       | 12,92                      |
| Quando um detetive de Kansas City, Kansas chega a Quantico com informações sobre uma série de desaparecimentos misteriosos, a BAU se propõe a pegar um assassino orientado para uma missão que acredita estar fazendo um serviço ao mundo matando moradores de rua. |           |                                                |                       |                                |                         |                            |
| 45 | 23        | "No Way Out, Parte II: The Evilution of Frank" | Edward Allen Bernero  | Simon Mirren                   | 16 de maio de 2007      | 13,21                      |
| Quando o prolífico serial killer Frank Breitkopf (Keith Carradine) invade o apartamento de Gideon e mata sua namorada, a BAU se vê forçada a traçar o perfil dos dois homens enquanto eles contornam as autoridades locais e lideram sua própria investigação. A chefe da seção BAU, Erin Strauss (Jayne Atkinson), chantageia um agente para que forneça informações privilegiadas sobre os métodos de Hotch. |           |                                                |                       |                                |                         |                            |